# بتی جین رودز
بتی جین رودز (انگلیسی: Betty Jane Rhodes; ۲۱ آوریل ۱۹۲۱ – ۲۷ دسامبر ۲۰۱۱) هنرپیشه و خوانندگی اهل ایالات متحده آمریکا بود.
از فیلم‌ها یا برنامه‌های تلویزیونی که وی در آن نقش داشته‌است می‌توان به ماردی گرا و مهاجمان آریزونا اشاره کرد.